# Chubbuck
Chubbuck is een plaats (city) in de Amerikaanse staat Idaho, en valt bestuurlijk gezien onder Bannock County.

## Demografie
Bij de volkstelling in 2000 werd het aantal inwoners vastgesteld op 9700.
In 2006 is het aantal inwoners door het United States Census Bureau geschat op 10.861, een stijging van 1161 (12,0%).

## Geografie
Volgens het United States Census Bureau beslaat de plaats een oppervlakte van
9,2 km², geheel bestaande uit land.

## Plaatsen in de nabije omgeving
De onderstaande figuur toont nabijgelegen plaatsen in een straal van 32 km rond Chubbuck.